# Кабановский сельсовет (Гомельская область)
Кабановский сельсовет — упразднённая административная единица на территории Жлобинского района Гомельской области Республики Беларусь.

## История
Присоединён к Новомарковичскому сельсовету 28 ноября 2013 года.

## Состав
Кабановский сельсовет включал 4 населённых пункта:
- Великий Лес — деревня.
- Кабановка — деревня.
- Ляды — деревня.
- Отрубы — деревня.

Все населённые пункты переданы Новомарковичскому сельсовету в 2013 году.